# Corallo (sommergibile)
Il Corallo è stato un sommergibile della Regia Marina.

## Storia
Una volta in servizio fu destinato alla XXXIV Squadriglia Sommergibili di Messina.
Fu impiegato in Adriatico e nel Dodecaneso, effettuandovi intensa attività di addestramento.
Il 15 ottobre 1938 fu distaccato presso la Flottiglia Scuola Comando, mentre l'anno seguente fu stanziato a Cagliari, inquadrato nel VII Gruppo Sommergibili (72ª Squadriglia): tale era la sua situazione all'inizio della seconda guerra mondiale.
All'entrata in guerra dell'Italia si trovava in manutenzione a Monfalcone; tornò operativo solo verso il termine dell'agosto 1940.
Il 3 settembre fu inviato – al comando del capitano di corvetta Loris Albanese – in missione offensiva una sessantina di miglia a meridione di Creta; il 17 settembre, intorno alle sei di sera, avvistò la portaerei HMS Illustrious, la corazzata HMS Valiant e i cinque cacciatorpediniere della scorta (tale squadra navigava in direzione di Alessandria d'Egitto); alle 18.30 lanciò da 1500 metri due siluri contro l'Illustrious, quindi s'immerse a 80 metri di profondità e sentì due violenti scoppi, ma non sono mai stati confermati danneggiamenti. La reazione britannica – bombardamento con cariche di profondità per tre ore – procurò vari danni e una vittima (il capo silurista Angelo Bianchi, forse caduto a causa dei movimenti del sommergibile sballottato dagli scoppi) al Corallo, e quando il sommergibile venne in superficie il tenente di vascello Alfredo Gatti, comandante in seconda, non riuscì a regolare la pressione all'apertura di un portello e fu espulso dalla pressione, scomparendo in mare.
In novembre fu inviato, unitamente a quattro altri sommergibili, una novantina di miglia a sud/sudest di Malta, per contrastare l'operazione britannica «Coat» (con vari obiettivi, tra i quali l'invio di navi da guerra da Gibilterra ad Alessandria, di convoglio a Malta e in Grecia, l'attacco aerosilurante contro Taranto e l'attacco a convogli italiani nel Basso Adriatico); rientrò comunque senza aver avvistato nel navi nemiche.
Nel gennaio 1941 dovette abortire una missione appena iniziata causa un guasto.
Il mese seguente fu inviato a settentrione di Capo Bougaroni ma fu nuovamente costretto a fare ritorno a causa di problemi all'apparato motore.
In aprile, mandato a meridione delle coste sarde, dovette ancora una volta rientrare anticipatamente, causa il maltempo.
Compì poi altre missioni offensive in maggio, giugno, luglio, ottobre e novembre, rispettivamente una cinquantina di miglia a ovest di La Galite, sul meridiano 8° Est (in questa missione furono avvistati, il 14 giugno, quattordici velivoli), a sudovest della Sardegna, al largo di Capo Zebib e nei pressi di Malta (poi lungo le coste di Algeria e Tunisia): tutte queste missioni furono prive di problemi, ma anche di risultati.
Nel gennaio 1942 fu inviato in missione offensiva tra Malta e Capo Passero, e in marzo fu nuovamente in agguato in acque maltesi.
In aprile il Corallo (il cui comando era passato al tenente di vascello Gino Andreani) fu inviato nelle acque prospicienti Capo Bon e il 28 aprile, alle 4.10 del mattino, fermò due motovelieri tunisini in navigazione al largo di Bona, la goletta Dar es Salaam (138 tsl) e lo sciabecco Tunis (41 tsl) e, dato che le due unità non erano autorizzate alla navigazione (appartenendo alla Francia di Vichy tali imbarcazioni avrebbero necessitato di un permesso per poter navigare) le affondò a colpi di cannone nel punto 37°01' N e 11°09' E, prendendone a bordo gli equipaggi.
In maggio fu in missione ad est di La Galite e di nuovo in giugno; il 7 giugno il fatto del 28 aprile si ripeté: nella mattinata il Corallo intercettò il motoveliero Hady M'Hamed (26 tsl) nelle acque della Tunisia e, ritenendo che stesse effettuando trasporti di materiali per conto degli Alleati, lo fece abbandonare dall'equipaggio di 6 uomini (che trasse a bordo) e lo colò a picco a colpi di cannone; si spostò poi a nordovest di Algeri.
Verso metà del mese assunse il comando del sommergibile il tenente di vascello Guido Guidi; nello stesso periodo il Corallo fu inviato – insieme ad altri quattro sommergibili, tra cui i gemello Onice – in agguato tra Malta, Pantelleria e Lampedusa in opposizione al convoglio britannico «Harpoon», nell'ambito della battaglia di mezzo giugno; tuttavia il sommergibile non avvistò le unità avversarie.
In ottobre il sommergibile operò a meridione delle Baleari, e il mese successivo al largo di Biserta, compiendo anche un'infruttuosa penetrazione della rada di Philippeville.
Il 10 dicembre 1942 lasciò Cagliari diretto nel proprio settore d'operazioni, tra Biserta e Bona, ma non diede più notizie di sé: le inutili chiamate via radio proseguirono sino al 23 dicembre.
Solo nel dopoguerra si apprese la sorte del sommergibile: nella notte del 13 dicembre era stato individuato da quattro fregate inglesi a circa quattordici miglia da Bougie (secondo gli ordini doveva infatti cercare di attaccare eventuali unità navali presenti nella rada di quel porto); il seguito è abbastanza controverso: secondo alcune fonti le unità britanniche colpirono il Corallo con le artiglierie mentre cercava di immergersi, secondo altre lo costrinsero all'emersione danneggiandolo con bombe di profondità; in ogni caso, al termine dello scontro il Corallo fu speronato dalla fregata Enchantress (che a sua volta si procurò gravi danni) e affondò assieme all'intero equipaggio, in posizione 36°58' N e 5°07' E.
Persero la vita il comandante Guidi, altri cinque ufficiali e 43 fra sottufficiali e marinai.
In tutta la guerra il sommergibile aveva svolto 23 missioni offensivo-esplorative e 25 di trasferimento, per totali 21.131 miglia di navigazione in superficie e 2587 in immersione.